# 黄粱梦站
黄粱梦站是一个京广线上的铁路车站，位于中华人民共和国河北省邯郸市丛台区黄粱梦镇，建于1912年，距北京丰台站423公里，距广州站1860公里，目前为四等站，目前仅办理货运业务：办理整车货物发到。